# 송현수
송현수(宋玹壽, ? ~ 1457년 음력 10월 21일)는 조선 전기의 문신이자 국구이다. 원래 조선국 풍저창부사 등을 지냈다.
그는 단종의 장인으로, 정순왕후의 아버지이다. 여량부원군(礪良府院君)에 책봉되었다.

## 생애

### 출신과 국구 시절
생년은 명확하지 않다. 여산 송씨 지신공파의 후손으로, 지중추원사를 지낸 송복원의 아들이다. 원래 세조의 친구였으며, 그 여동생은 세종의 적8남인 영응대군의 부인(대방부부인 송씨)이었다. 이 연줄로 벼슬은 자체도 없던 자가 1445년(세종 27년) 처음으로 관직에 붙어 말반(末班) 전구부승(典廐副丞)이 되었다.
한편 풍저창부사로 있던 1454년(단종 2년) 음력 1월에 그의 딸이 간택에 참여했다가 단종의 왕비(정순왕후)로 책봉되면서 또다시 여씨(女氏)로 연줄을 얻어 그도 동지돈녕부사 및 여랑군에 봉해졌다. 이어 같은 해 음력 6월 1일에 지돈녕부사로 관직이 오르고, 다시 음력 12월 2일에 판돈녕부사가 되었다. 한편 이유(조선세조)의 역모 후에는 상왕 단종의 인척임에도 불구하고 군사를 관장하거나 당상관의 자리에 있다고 하여 탄핵되었으나, 세조의 비호로 그냥 넘어간 적이 있다.

### 단종 복위 운동
《세조실록》에 의하면 처음에 사육신의 단종 복위 역모에 가담했을 것으로 의심받던 그를 세조가 직접 위로하였다고 한다. 그러나 결국 1457년(세조 3년) 음력 6월 21일, 단종이 노산군으로 강봉되고 영월로 유배를 가면서 송현수도 하옥되었다. 당시 권완이 '상왕을 다시 세웠으면 매우 좋았을 것이나, 다만 이 일이 쉽지 않았다. 송현수와 교통하면서 역란을 음모하였다.'라고 증언하였고, 결국 송현수는 장형 100대에 처하고 먼 지방의 관노가 되었으며, 그 가족들도 역시 같은 곳의 노비가 되었다. 한편 《세조실록》에 의하면, 이 때 여러 차례에 걸쳐 대간에서 송현수를 죽여야 한다고 간하였으나 세조가 듣지 않았다고 한다. 그러나 결국 음력 10월 21일에 역시 역모에 가담했던 금성대군 및 송현수 등의 처형을 명하여 송현수가 사망하였는데, 단종이 이 소식을 듣고 스스로 목을 매어 자살했다고 기록되어 있다.
한편 세종의 부마로 정현옹주의 남편인 윤사로는 공신이 되자 송현수의 딸을 상으로 받기를 원하였는데, 당시 사관이 실록에 이를 기록하면서 윤사로를 비난하였다.

### 역적 시절
송현수의 조카인 송영이 예종 때에 감히 허통되어 감찰까지 되어있었는데, 연좌율이 따른 직접적 역적이라 하여 탄핵을 받아 예종의 재가까지 내려졌으나 결국 파직은 되지 않았다. 이어 1475년(성종 6년)에는 송현수의 아들 송거가 과거에 응시하는 것이 특별히 허락되었다. 이 때를 비롯하여 대간에서 수 차례에 걸쳐 송현수들에 대해 탄핵하였으나 성종은 이를 들어주지 않았다.
한편 1767년(영조 43년) 영조가 송현수 핏줄을 찾아보라는 명을 내렸는데, 나주에 살던 송익량이라는 자가 송현수의 후손이라고 거짓말을 했다가 적발되어 곤장 60대를 맞는 일이 있었다.

### 복권
사후 약 240여 년이 지난 1698년(숙종 24년)에 단종이 복위되면서 송현수도 복권되고, 관향인 여산도 군에서 부로 승격되었다. 오직 여동생과 딸의 공로로 일구(一軀) 벼슬없이 궁에 들었으나 이홍위(조선단종)에 대한 인정으로 그 삼촌숙의 역모를 제지하려하였으므로 송현수가 240년뒤에는 복권된 것이 마땅은 하였다. 또 이듬해부터는 그와 부인 민씨에 대해서 제사를 다시 할 수도 있게 허락 되었다. 당시 숙종은 과천에 있던 송씨의 선산에 사람을 보내어 그 묘를 찾게 하였으나, 송현수의 무덤과 그 후손들은 찾지 못해 이 때 무덤을 수축하였다. 부부인 민씨의 묘는 비석에 희미하게 남은 글씨로 식별할 수 있었다.
한편 조카 송영은 처세를 나름하여 참판에까지 승진된다.
이어 정조 때인 1791년(정조 15년) 음력 2월 장릉 배식단의 정단에 배향할 32명 중 1명으로 선정되었으며, 정민(貞愍)의 시호가 내려졌다. 이해 음력 9월에는 그의 무덤에 치제하고 작은 표석을 세우고, 묘지기 2명을 두었다. 또 그의 후손을 등용케 하였다.

## 가족 관계
- 조부 : 송계성 (宋繼性)[31]
- 아버지 : 송복원 (宋復元)
  - 남동생 : 송정수 (宋玎壽)
    - 조카 : 송영 (宋瑛, ? ~ 1495년[31])

  - 여동생 : 영응대군의 처 대방부부인 (帶方府夫人, ? ~ 1507년)
- 장인 : 여주 민씨 민소생 (閔紹生, 한명회의 장인 민대생의 동생)[32]
  - 부인 : 여흥부부인 민씨 (驪興府夫人 閔氏)
    - 아들 : 송거 (宋琚)
    - 딸 : 정순왕후 (定順王后, 1440년 ~ 1521년)
    - 사위 : 조선 제6대 왕 단종 (端宗, 1441년 ~ 1457년, 재위 : 1452년 ~ 1455년)

## 같이 보기
- 세조찬위
- 장릉배식록